# Эрлингмарк, Магнус
Магнус Эрлингмарк (швед. Magnus Erlingmark; род. 8 июля 1968, Йёнчёпинг) — шведский футболист, бронзовый призёр чемпионата Европы по футболу 1992 года и чемпионата мира 1994 года. Четырёхкратный чемпион Швеции в составе «Гётеборга».

## Клубная карьера
Начал взрослую карьеру в клубе «БК Форвард», выступавшем в одном из низших дивизионов Швеции. В 1989—1992 годах выступал за «Эребру», 9 апреля 1989 года дебютировал в чемпионате Швеции в игре против «Хальмстада» (2:1).
В 1993 году перешёл в «Гётеборг». В составе «Гётеборга» четыре раза подряд выигрывал чемпионат Швеции (1993—1996). Участвовал в матчах Лиги чемпионов в сезонах 1994/1995, 1996/1997 и 1997/1998, в этом турнире сыграл 19 матчей, забил 6 голов, в сезоне 1994/95 стал четвертьфиналистом Лиги Чемпионов.
В 1997—2003 годах был капитаном «Гётеборга». Всего сыграл за клуб 515 матчей, из них 278 в чемпионатах страны.
Последний сезон своей карьеры провёл в клубе «Хеккен».

## Международная карьера
С 1990 года вызывался в сборную Швеции.
Участник финального турнира чемпионата Европы по футболу 1992 года, где стал бронзовым призёром.
Также был в составе шведской сборной на чемпионате мира 1994 года, где тоже выиграл бронзовые медали. На ЧМ-1994 принял участие в одном матче группового этапа против России.